# 紅帶范氏塘鱧
紅帶范氏塘鱧（学名：Valenciennea strigata），又名絲條凡塘鱧，为鰕虎目鰕虎科凡塘鱧屬下的一个种，又名丝条凡塘鳢、丝条美塘鳢。该物种主要分布于印度洋和西太平洋。体长可达18公分。

## 分布
本魚分布于印度太平洋區，包括印度洋中部诸岛、印度尼西亚至太平洋中部的波利尼西亚、台湾岛以及西沙群岛等，属于珊瑚丛鱼类。该物种的模式产地在塔希提岛。

## 深度
水深1-24公尺。

## 特徵
本魚體延長略呈圓柱狀，腹鰭癒合成吸盤。頭部鮮黃色，具亮藍色短縱紋，魚體白色，尾鰭圓形，背鰭硬棘7枚，背鰭軟條17-19枚，臀鰭硬棘1枚，臀鰭軟條16-19枚，體長可達18公分。

## 生態
本魚棲息在礁岩外圍的沙地，居住於沙地洞穴中，警覺性高，受驚嚇時會立刻躲入洞穴中，屬肉食性，以小型底棲無脊椎動物為食。

## 經濟利用
可做為觀賞魚。